# Бушар, Пьер (офицер)
Пьер Франсуа́ Ксавье́ Буша́р (фр. Pierre François Xavier Bouchard; 29 апреля 1771, Оржеле, область Франш-Конте, Франция — 5 августа 1822, Живе, департамент Арденны, Франция) — офицер армии Наполеона Бонапарта. Получил образование как военный воздухоплаватель и инженер. Во время египетского похода Наполеона он обнаружил 19 июля 1799 года древнюю стелу, получившую позднее название «Розеттский камень», текст на которой позволил со временем дешифровать древнеегипетские иероглифы. Позднее принимал участие в подавлении восстания рабов на Сан-Доминго, войнах в Испании и Португалии, участвовал в возведении нового административного центра для департамента Вандея и в инженерных работах на нескольких крепостях на севере Франции.

## Биография

### Детство
Пьер Бушар родился в небольшой горной деревушке Оржеле на востоке Франции, современный департамент Юра. Его отец, которого также звали Пьер, за свою жизнь сменил множество профессий: он был плотником, торговцем, затем — преподавателем. 25 ноября 1756 года отец Пьера женился на местной девушке по имени Пьеретт Жане де Крессиа, от которой у него было семеро детей (четверо дочерей и трое сыновей), из которых Пьер был самым младшим.
Пьер проучился несколько лет в коллеже Оржеле в классе риторики, после чего продолжил обучение в течение двух лет в коллеже Безансона, где изучал математику и философию.

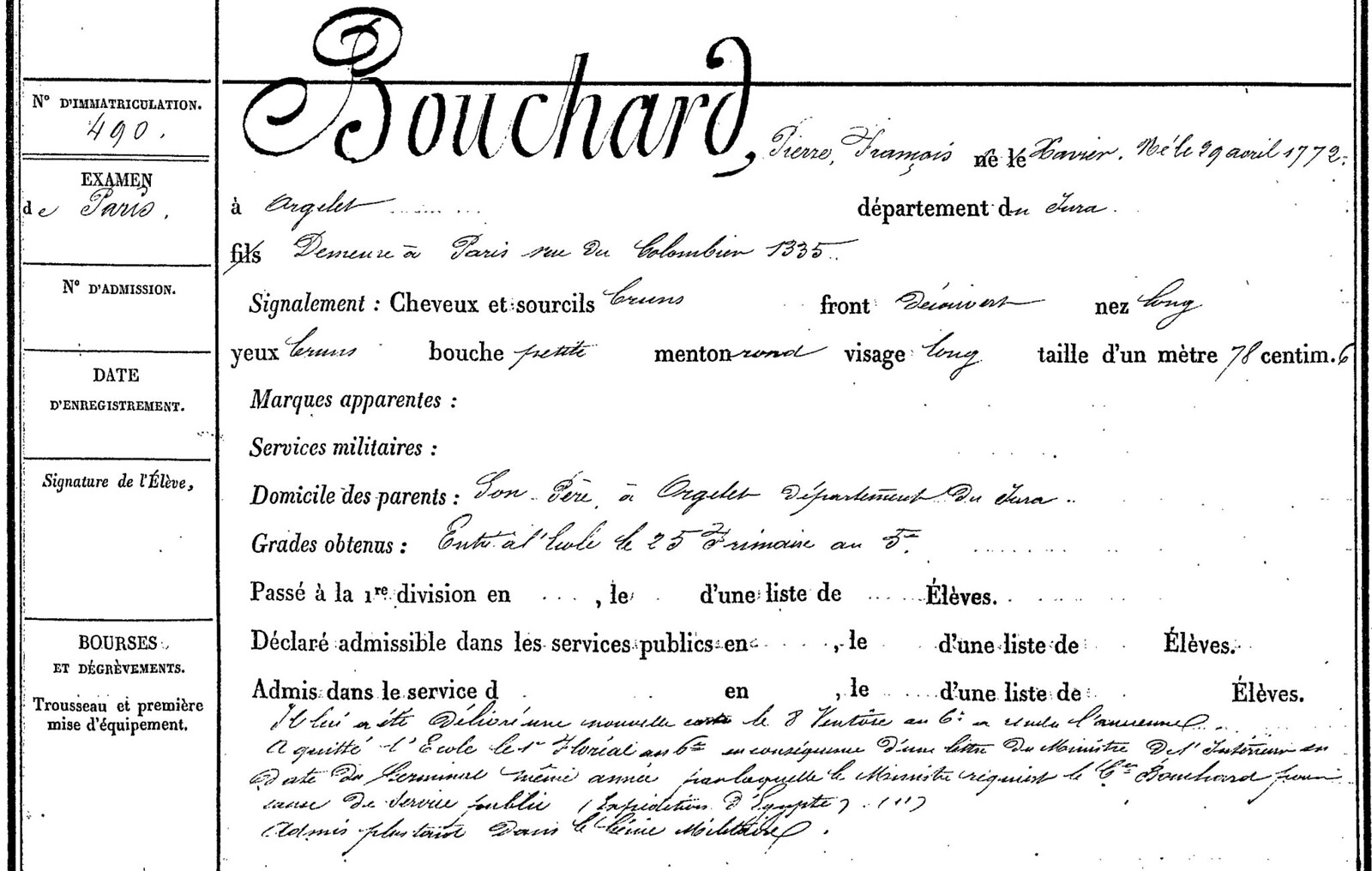
Экзаменационная ведомость Пьера Бушара с описанием его внешности

### Начало военной карьеры
Начало военной карьеры Бушара не совсем понятно: биографы отмечают, что он был призван в армию в 1793 году и прослужил около года в звании старшего сержанта в одной из парижских гренадерских рот, поучаствовав в военных действиях в Шампани и Бельгии. Однако, в досье Почётного легиона указывается не только участие Пьера в кампаниях Шампани и Бельгии (1793—1794), но и его участие в сражении при Жемаппе (без указания даты), которое состоялось 6 ноября 1792 года.
В 1794 году Комитет общественного спасения принял решение о создании в замке Мёдон в северных пригородах Парижа Национальной аэростатической школы, которая должна была готовить воздухоплавателей — недавно созданный род войск, призванный наладить использование воздушных шаров в военном деле. После месячной стажировки Бушар был направлен во вторую аэростатическую роту. В то же время Пьер стал заместителем руководителя школы — знаменитого Никола Конте, химика и изобретателя современного карандаша. Во время химического опыта по производству водорода для электростатов, который проводил Конте вместе с несколькими курсантами, включая Бушара, произошёл взрыв. Осколками лабораторного стекла были ранены несколько человек — в том числе сам Конте потерял левый глаз, а лицо и правый глаз Бушара были серьёзно изранены.
В 1796 году Бушар успешно сдал вступительные экзамены и поступил 21 ноября в парижскую Политехническую школу. Там он изучал фортификацию и описательную геометрию под руководством знаменитого математика Гаспара Монжа.
До нас не дошло графических изображений Пьера Бушара, но в учебной карточке школы содержится описание его внешности в 1796 году:
Волосы и брови тёмные, лоб открытый, нос длинный, глаза карие, рот маленький, подбородок круглый, лицо вытянутое, рост один метр 78 сантим.

### В Египте
Тем временем, Талейран и Наполеон готовили экспедицию в Египет. В её состав были включены также многочисленные учёные, инженеры и художники. В экспедицию отправились 20 выпускников и ещё 20 учеников Политехнической школы, восемь из них умерли во время путешествия. 20 апреля 1798 года военный министр включил в число тех, кто должен был отправиться в Египет, и Бушара в качестве аэронавта. Перед отплытием Пьер Бушар женился на Мари Элизабет Бержер, которая была на 5 лет его моложе. В этом браке родилось двое детей.
19 мая Бушар прибыл в порт Тулон, где присоединился к группе учёных. Все вместе они отправились в Египет на судне «Франклин», которое доставило их в Александрию 4 июля. 7 сентября Пьер выехал в Каир, а 3 октября был переведён под командование генерала Андреосси, который направил его в составе географической команды на проведение рекогносцировки озера Манзала, расположенного между Думьятом и Порт-Саидом. В середине ноября Бушар был отозван из экспедиции для сдачи выпускных экзаменов Политехнической школы, которые он успешно выдержал и получил 28 ноября 1798 года звание лейтенанта 2-го класса инженерных войск.
В январе—феврале 1799 года Пьер Бушар был направлен под командование майора Казаля для обороны крепости Эль-Ариш, на которую из Палестины наступали турки, а с моря блокировали британские корабли под командованием командора Сиднея Смита. Гарнизон крепости составлял около 500 человек. Часть гарнизона взбунтовалась и открыла ворота неприятелю, результатом чего стала резня французов ворвавшимися в крепость турками. Казаль начал вести переговоры о сдаче крепости, направив к Мурад-бею в качестве парламентёра лейтенанта Бушара, но тот был арестован турками и мог следить за дальнейшими событиями только издали. Через несколько часов турки овладели крепостью, перебив значительную часть защитников и взяв в плен остальных. Бушар вместе с майором Казалем и некоторыми другими офицерами были отправлены в Дамаск, где они провели в тюрьме 40 дней, после чего были отпущены в Каир. По прибытии офицеров ожидал французский военный трибунал, по результатам которого майор Казаль, лейтенант Бушар и некоторые другие офицеры были оправданы, а зачинщики бунта расстреляны.

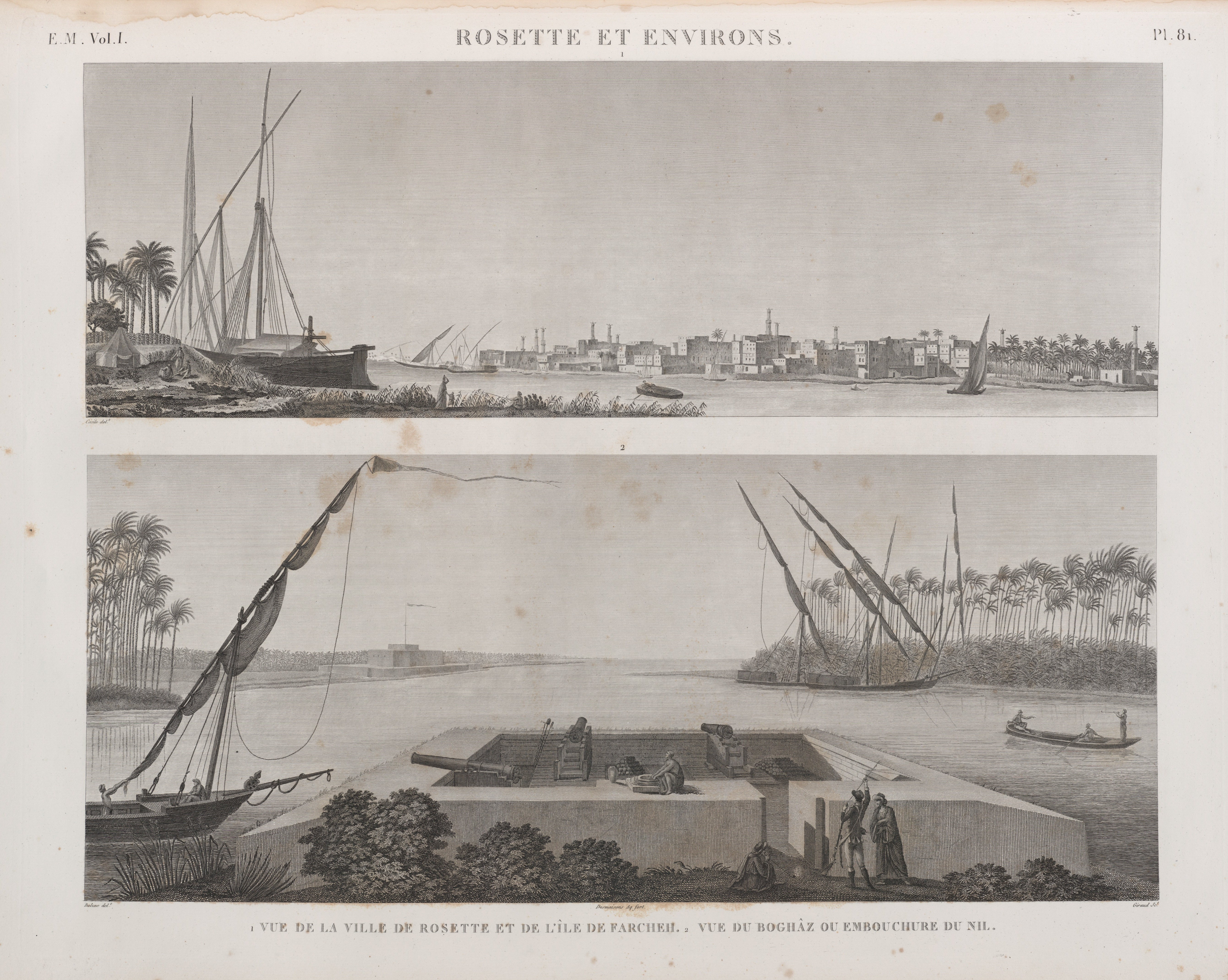
Розетта около 1800 года

К июлю 1799 года Бушар оказался вблизи дельты Нила. После разгрома французских войск на сирийском направлении у англо-турецкой коалиции освободились силы, что позволило им осуществить высадку вблизи города Рашида (который французы называли «Розеттой»). Оборонявшиеся решили, что для отражения нападения им лучше всего будет укрепить старую крепость Борг-Рашид, переименованную французами в Форт-Жюльен в честь погибшего в 1797 году адъютанта Наполеона. Во время инженерных работ, которые были поручены майору Отпулю и лейтенанту Бушару, на левом берегу западной протоки Нила была найдена древняя стела из чёрного камня с выбитыми на ней тремя идентичными по смыслу текстами на трёх древних языках. Впоследствии она вошла в историю под именем розеттского камня. Именно благодаря этой стеле в 1822 году Жан-Франсуа Шампольон смог расшифровать египетские иероглифы. Точная дата находки камня неизвестна, хотя часто называют 19 июля. В любом случае, это было между 14 и 25 июля.
Бушар сразу понял значение обелиска. Он и входивший в состав экспедиционного корпуса инженер Ланкре немедленно предприняли действия по снятию с камня отпечатков всего текста. Они также срочно сообщили о находке генералу Мену — командующему Александрийским округом, куда входила и Розетта. Тот предпринял действия по переводу греческого текста, который был опубликован 15 сентября 1799 года в газете «Египетский курьер» (фр. Courrier de l'Égypte) — франкоязычном органе печати оккупационной армии. Тем временем Бушар обеспечивал перевозку обелиска в Каир и передачу его французскому Институту Египта. 23 сентября 1799 года Пьер Франсуа Ксавье Бушар был повышен в звании до лейтенанта 1-го класса.

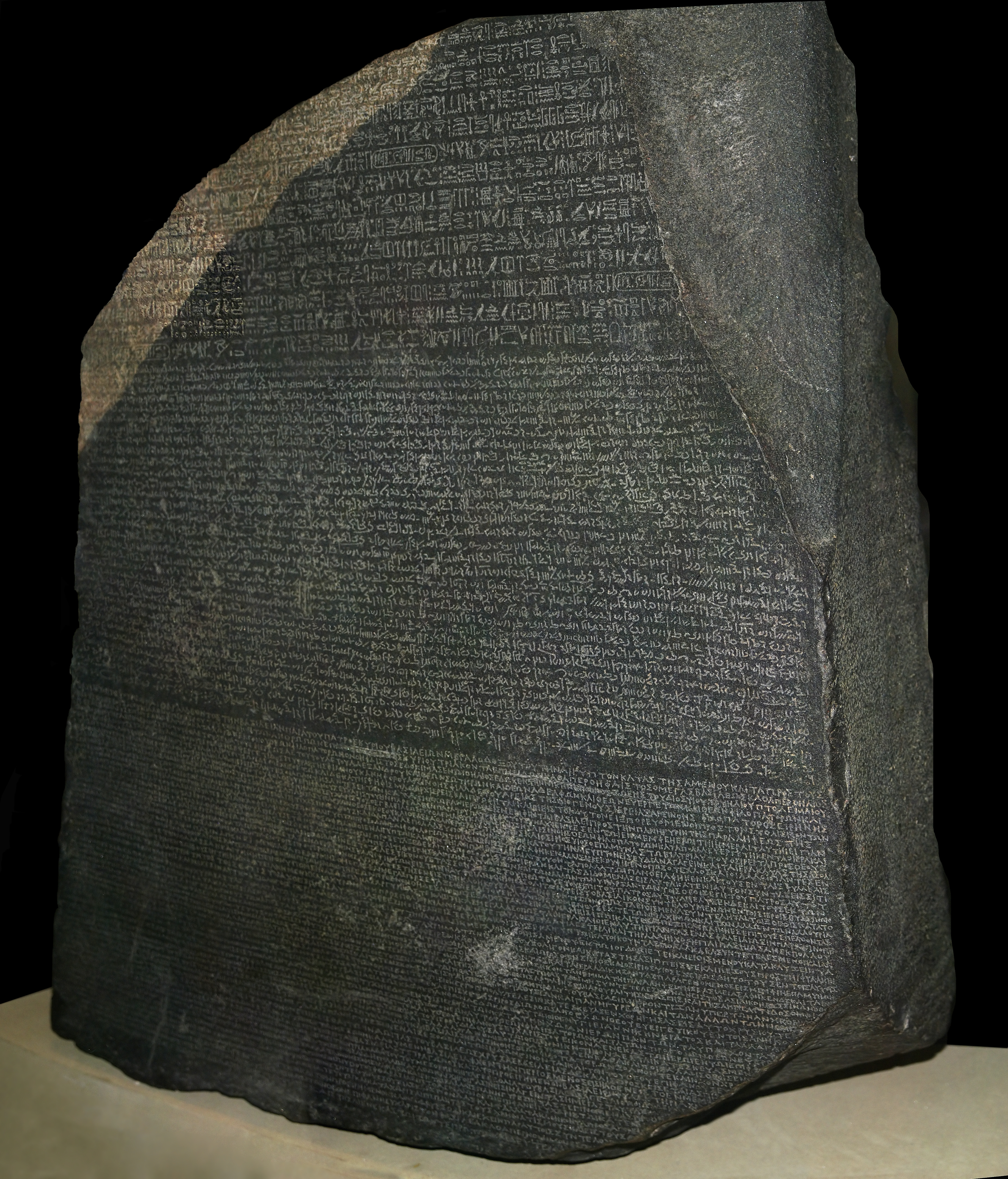
Розеттский камень

 Тем временем турецкие войска приближались к Каиру. 20 марта 1800 года состоялась битва при Гелиополисе, в которой генерал Клебер на голову разбил неприятеля. Но, заслышав близкую канонаду, каирцы восстали. Лейтенант Бушар участвовал в обороне штаба, затем — коптского квартала и Думьята. 1 мая лейтенант Бушар был произведён в капитаны 2-го класса. В феврале 1801 года Бушар вернулся в Розетту — место, где он нашёл знаменитый обелиск. Гарнизон крепости составлял около 170 человек, из которых лишь 24 были строевыми военными, остальные представляли собой две инвалидные роты, несколько артиллеристов и сапёров. В конце марта началась осада крепости, силы нападавших составляла 2000 англичан и 4000 турок. Неприятель непрерывно обстреливал крепость; в довершение всего, в результате разлива Нила обрушился один из бастионов. После десятидневной обороны крепость сдалась. Бушар был во второй раз взят в плен, после чего отпущен во Францию. 30 июля он прибыл в порт Марсель.

### На Карибах
Тем временем в расположенной в Карибском море французской колонии Сан-Доминго, занимавшей западную часть острова Эспаньола, уже несколько лет продолжалось восстание рабов. На острове было отменено рабство; восставшим под руководством бывших рабов Дессалина и Туссен-Лувертюра удалось победить королевских солдат, отбиться от испанцев и англичан. Несмотря на то что руководители восставших на словах заявляли о своей приверженности Революции, они вели себя как руководители независимого государства, в частности, подписывали международные договора. Наполеон решил привести колонию к полной покорности, а поводом для выступления против бывших рабов стала оккупация теми восточной (испанской) части острова.
11 октября 1801 года Бушар был подтверждён в звании капитана 2-го класса, а 12 ноября записался в военную экспедицию под командованием генерала Леклерка в Сан-Доминго. В декабре того же года он отплыл на Карибы. Вероятно, капитан полагал, что Сан-Доминго всё ещё представляет собой то райское для колонизаторов место, каковым остров был при Старом режиме — об этом можно судить по тому, что он взял с собой жену.

Огюст Раффе. Битва во время кампании на Сан-Доминго

С самого начала экспедиция столкнулась с огромными трудностями. Помимо сопротивления со стороны местного чернокожего населения, разоружение которого шло с большим трудом, против французов оказалась даже природа: начался сезон дождей, а с ним пришла жёлтая лихорадка, массово косившая непривычных к тропическим болезням солдат и офицеров. Одновременно с этим французские законодатели предприняли действия, которые ещё более осложнили положение экспедиционного корпуса: ещё в 1793 году рабство во французской части Сан-Доминго было отменено местными властями под давлением темнокожего населения, 4 февраля 1794 года Национальный конвент распространил отмену рабства на все французские владения, за исключением Мартиники и Тобаго, которые были временно оккупированы англичанами. В 1802 году Охранительный сенат счёл такое положение дискриминационным, но вместо того, чтобы распространить декрет 1794 года и на Мартинику, он принял решение восстановить рабство в остальных колониях, включая Сан-Доминго. Это решение метрополии вызвало всплеск сопротивления на острове и в конце концов привело к объявлению 1 сентября 1804 года независимости Сан-Доминго и образования независимой Империи Гаити.
Чем занимался Бушар во время экспедиции, не совсем ясно. Известно только, что он вместе с женой находился в городе Кап-Франсе, дважды переболел жёлтой лихорадкой, 12 июня 1803 года был произведён в капитаны 1-го класса и что во время пребывания в Сан-Доминго у него родилась дочь (около 1802 года). Тем временем восставшие при поддержке англичан захватили Кап-Франсе, и Бушар оказался в британском плену. Он был интернирован на Ямайку, а в августе 1804 года отправлен во Францию. Также за время пребывания на Карибах Пьер взялся за написание мемуаров, относящихся к периоду осады Эль-Ариша. В мемуарах капитан пытался оправдаться за свои три плена и явно бравировал, рассказывая о своей встрече с британским офицером по фамилии Спенсер — поняв, что тот на самом деле является командором Сиднеем Смитом, Бушар якобы принялся распекать англичанина за устроенную турками в крепости бойню, чем ввёл того в чрезвычайное смущение.
Результаты экспедиции были катастрофическими: из 35 000 человек, высадившихся с Леклерком на остров, 21 000 умерли от болезней и 9000 погибли в сражениях. Болезни косили не только простых солдат, но и высокопоставленных офицеров — в ноябре 1802 года скончался даже сам командующий экспедиционным корпусом генерал Леклерк. За время пребывания в тропиках здоровье Пьера Бушара также было серьёзно подорвано, и по прибытии во Францию ему был предоставлен длительный отпуск для его поправки — он вернулся в строй только 21 марта 1805 года. 2 ноября 1804 года Бушару было подтверждено звание капитана 1-го класса.

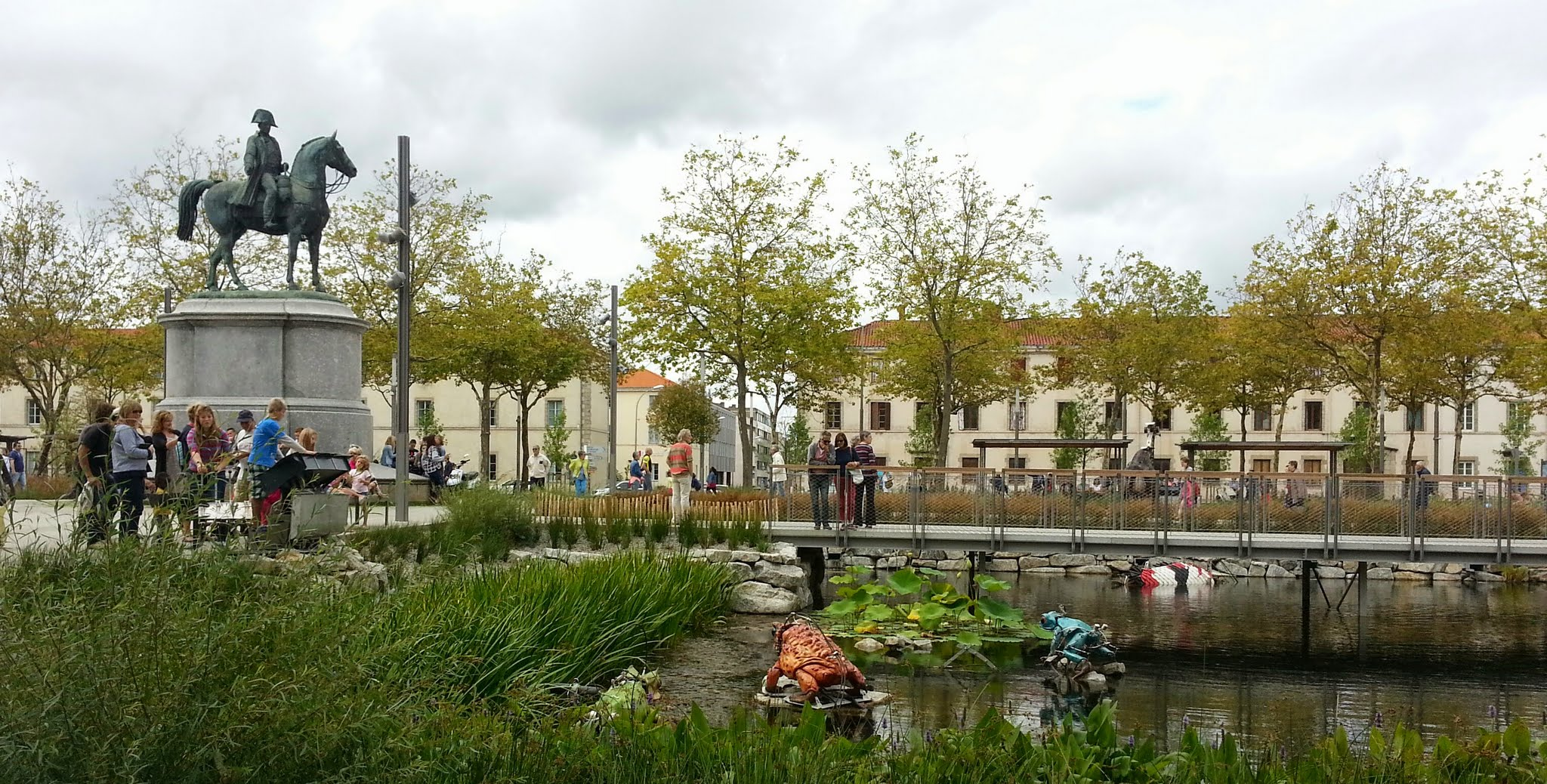
Памятник Наполеону в центре Ла-Рош-сюр-Йона, современный вид

### В Вандее
Поправивший здоровье Пьер Бушар проходил службу в метрополии. После подавления Вандейского мятежа ставший к тому моменту императором Наполеон задумал построить для этого департамента новый административный центр. Вместо расположенного в юго-восточном углу департамента города Фонтене-ле-Конта было приказано соорудить в его центре новый город, получивший название Ла-Рош-сюр-Йон, позднее переименованный в Наполеон (1804—1814), и лишь после восьми переименований вернувший себе в 1870 году первоначальное название.
По приказу императора уже в 1804 году в новый город должны были переместиться гражданские и военные власти департамента. Строительство гражданских объектов было поручено выпускникам Школы дорог и мостов, а военных — инженерным войскам, в составе которых оказался и капитан Бушар. Качество проектирования и строительства было очень посредственным, финансирования и специалистов не хватало. Рассказывают, что во время своего посещения строительной площадки, Наполеон смог глубоко просунуть свою шпагу в зазор каменной кладки. Бушар, который так и не смог скопить какого бы то ни было капитала, снова оказался в финансовых затруднениях. К тому же в 1805 или 1806 году у него родился второй ребёнок, на этот раз сын. Пьер подал прошение о своём включении в состав Почётного легиона, мотивируя это своим участием обороне Эль-Ариша и Форт-Жюльена, но получил отказ. Для решения возникших финансовых проблем после двух лет пребывания в Ла-Рош-сюр-Йоне Бушар подал рапорт о переводе в действующую армию.

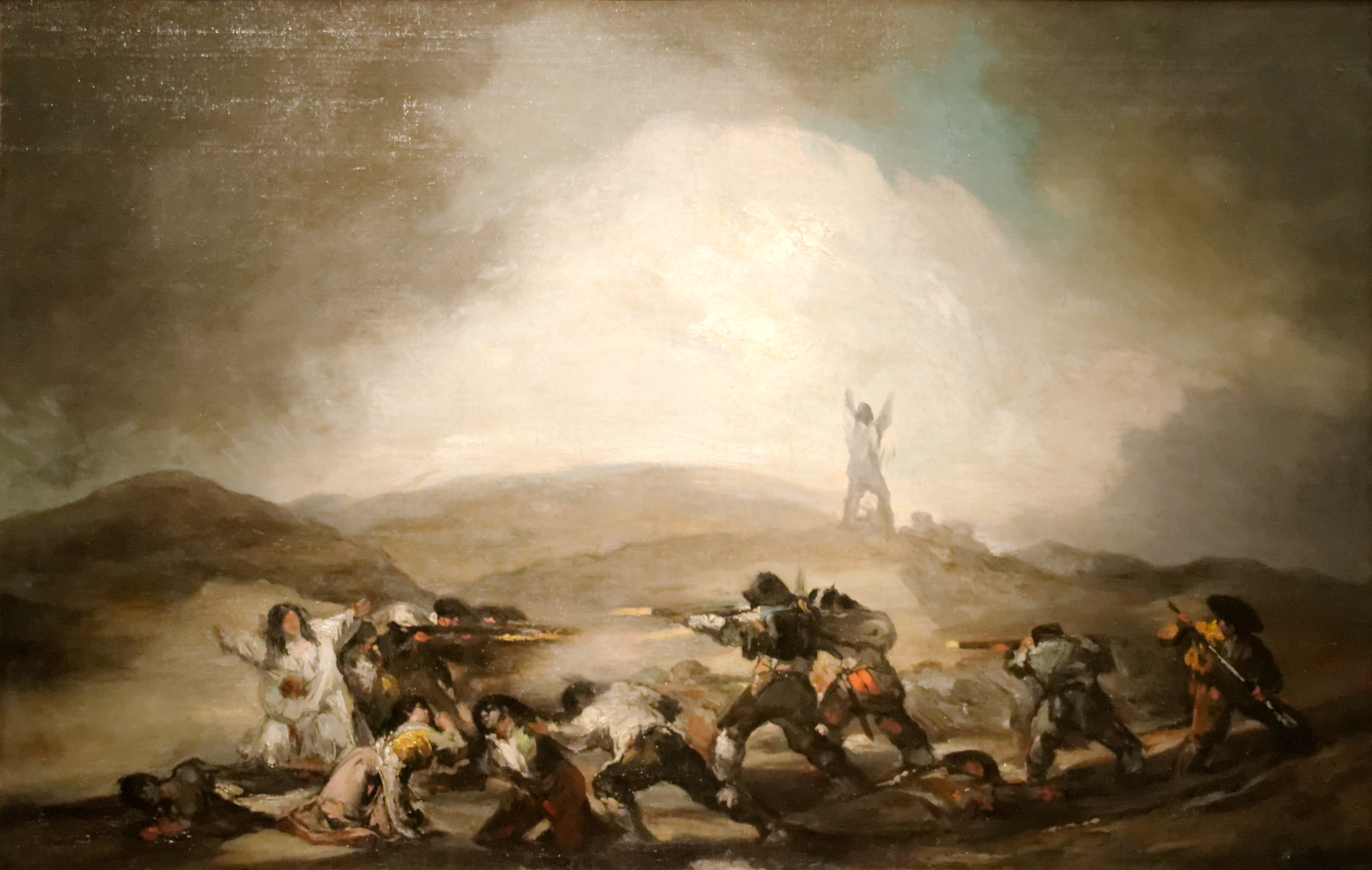
Франсиско Гойа. Сцена испанской войны

### В Испании и Португалии
После краткого прибывания в Ла-Рошели Пьер Бушар был отправлен на Пиренейский полуостров, где он пробыл семь лет и успел поучаствовать в нескольких кампаниях. Первоначально он в составе Второго жирондского обсервационного корпуса под командованием генерала Дюпона оказался под Вальядолидом. Затем корпус был переброшен в Андалусию, где должен был деблокировать остатки разбитого под Трафальгаром французского флота, однако дойти туда не успел. По пути капитан успел проявить себя в битвах под Алколеей и смог наконец награбить богатых трофеев в Кордове, но после сражения при Байлене 22 июля 1808 года генерал Дюпон капитулировал, а Бушар в четвёртый раз попал в плен и потерял всё своё имущество. Неизвестно как, но капитану удалось бежать из плена и прибиться к армии маршала Сульта. В составе армии Сульта Пьер участвовал в кампаниях в Галисии и в Португалии, смог проявить себя в битвах при Ла-Корунье и при Порту. Он был отмечен командованием в битве при Амаранти, когда во главе своих сапёров первым пересёк мост под огнём неприятеля. После поражения Сульта под Порту Бушар, под которым в битве была убита лошадь, вместе со всей армией Сульта отступил из Португалии обратно в Испанию.
За время португальской кампании Сульт потерял всю артиллерию и обозы, а Бушар — все доставшиеся ему трофеи и двух лошадей. Ему нужно было экипироваться за собственный счёт, на что ушли все накопленные им средства. Тем временем мадам Бушар, не получая от мужа финансовой помощи, впала в нищету, что заставило Пьера обратиться к командованию с просьбой о предоставлении ему авансом жалования в размере 500 франков, которые ему были выделены в апреле 1809 года. 24 ноября 1809 года Бушару было присвоено звание майора 2-го класса.
1810—1811 годы Бушар провёл всё там же, на Пиренейском полуострове, сражаясь под командованием маршала Массена. Вместе с ним предпринял попытку ещё одного вторжения в Португалию, завершившуюся фиаско. Он участвовал в не принёсшей победы ни одной из сторон битве при Буссаку в сентябре 1810 года, затем в разгромной для французов битве при Фуэнтес-де-Оньоро в мае 1811. Между этими двумя битвами, 6 апреля 1811 года наконец сбылась мечта Пьера Бушара — он стал кавалером ордена Почётного легиона. В августе 1812 года сапёры Бушара приняли участие в обороне Асторги, а после падения крепости попали в английский плен — вместе со всеми пленён оказался и майор Бушар. Уже в пятый раз, и на этот раз надолго. Майор Бушар был отправлен в Англию, где пробыл в плену более года и смог вернуться на родину только после подписания Парижского мира и низложения императора Наполеона. Во время нахождения в плену 1 января 1813 года Бушару было присвоено звание майора 1-го класса.
Тем временем остававшаяся всё это время в Париже мадам Бушар вновь оказалась без средств к существованию, тем более, что на этот раз ей приходилось заботиться не только о детях, но и о своих восьмидесятилетних родителях. Лишь каким-то чудом семье Пьера удалось пережить этот очередной сложный период, а его сыну получить бесплатное место для продолжения образования в лицее.

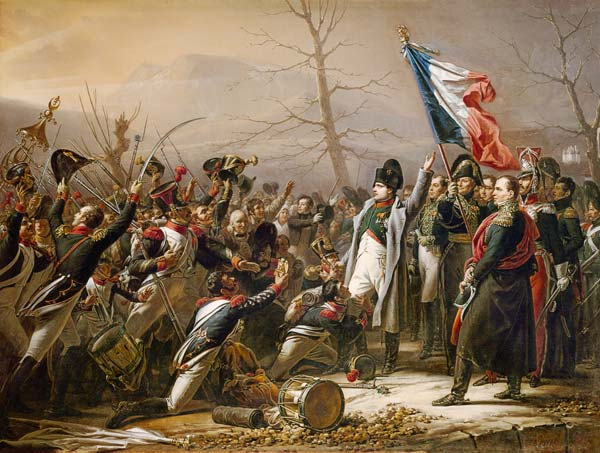
Карл Штейбен. Возвращение Наполеона с острова Эльба

### Во время Реставрации и Ста дней
Лишь в июле 1814 года майор Бушар смог вернуться из плена на родину. Период реставрации и воцарения Людовика XVIII начинался для него неплохо — 1 ноября 1814 года Бушар стал офицером ордена Почётного легиона, одновременно с этим он стал кавалером королевского ордена Святого Людовика. Его назначили командиром инженерных подразделений в Орлеане, где ему поручено инспектировать состояние укреплений окрестных крепостей.
В этот момент низложенный император Наполеон покинул свою ссылку на острове Эльба и вновь попытался стать во главе французского государства. Он призвал своих сторонников под свои знамёна — на этот призыв откликнулся и Бушар, которому была поручена оборона города Лана. После поражения Наполеона в битве при Ватерлоо 18 июня 1815 года и возвращения Бурбонов, на сторонников Бонапарта обрушились репрессии. Бушар был отстранён от службы и переведён на «половинное жалование» как неблагонадёжный. Однако, в июле 1816 года власти амнистировали многих бонапартистов, и Пьер вновь поступил на военную службу. В октябре он был направлен в небольшую крепость Берг на севере Франции, где возглавил инженерную службу.
В Берге Бушар возобновил написание своих мемуаров, начатых более десяти лет до того на Сан-Доминго. В своих записях Пьер также записывал повседневность своей жизни — мы узнаём о его хронической бедности, проблемах со здоровьем, а также о смерти его сына в 13-летнем возрасте.
В начале 1822 года Пьера перевели на должность главного инженера крепости Живе на востоке Франции. В своих записках Бушар стал всё чаще жаловаться на здоровье, на то, что он постоянно устаёт. Друзья принялись хлопотать о присвоении майору Бушару звания подполковника, но он так и не успел его получить: 5 августа 1822 года в возрасте 51 года он скончался.

## После смерти

### Судьба семьи
После смерти майора Бушара его жена вновь оказалась в сложном финансовом положении. Согласно тогдашним французским законам, семьям военнослужащих полагалась государственная пенсия в случае, если они отслужили в армии не менее 30 лет, в то время как Бушар успел прослужить только 28 лет, 7 месяцев и 7 дней. Друзья Пьера, дабы помочь вдове, составили прошение на имя короля, в котором расписали героизм офицера, его участие в 18 военных кампаниях, его отвагу в битве при Амаранти и при обороне Форт-Жюльена. Король благосклонно воспринял прошение и выделил пенсию. Дальнейшая судьба вдовы Пьера Франсуа Ксавье Бушара неизвестна.

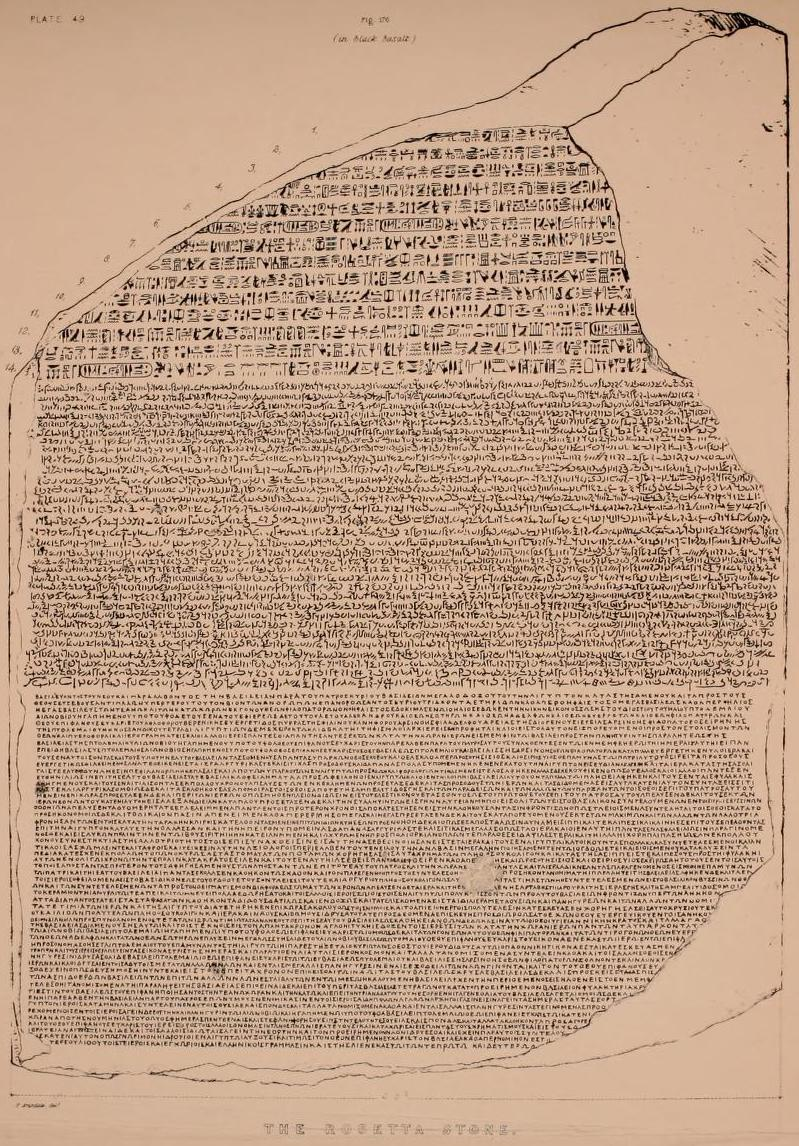
Три текста на Розеттском камне

### Судьба Розеттского камня
После того, как 19 июля 1799 года тогда ещё молодой лейтенант Пьер Бушар обнаружил древнеегипетскую стелу, он и инженер Ланкре сняли с него первую копию древних текстов. Молодой инженер Жомар детально перерисовал содержавшиеся на камне изображения и подготовил первую научную публикацию, выпущенную в Каире Жаном-Жозефом Марселем с использованием недавно разработанной техники автографии. В конце октября того же года генерал Дюгюа доставил текст в Париж и передал его Французской академии. В 1800 году изображение было воспроизведено Конте методом гравюры на меди. Эта общедоступная публикация со временем позволила учёным всего мира приступить к исследованию текстов с камня и тайны египетских иероглифов.
Камень стал знаменит, о нём узнали не только научные круги, но и простые французы. Парижские газеты радостно трубили о находке. Уже 24 сентября 1799 года газета Rédacteur сообщила своим читателям об обнаружении обелиска, не забыв упомянуть Бушара как его первооткрывателя, а также генерала Мену и лейтенанта Отпуля. 27 октября сам Наполеон Бонапарт, покинувший к тому времени Египет, объявил из Парижа об обнаружении обелиска и о его скором прибытии во Францию. 17 января следующего, 1800 года газета Journal de Paris посвятила древнеегипетской стеле большой репортаж, в тот же день и о камне, и о Бушаре написала Gazette nationale. Однако, камень так и не прибыл в Париж. После капитуляции французской египетской армии все собранные учёными и военными древности, Розеттский камень в их числе, были конфискованы англичанами и вывезены в Лондон. В 1802 году камень был выставлен в Британском музее, где он находится до сих пор.
Тем не менее, именно француз смог первым разгадать тайну древнеегипетских иероглифов — и всё благодаря находке Пьера Бушара. В 1822 году, через 47 дней после смерти первооткрывателя Розеттского камня Жан-Франсуа Шампольон впервые представил общественности свой доклад о расшифровке египетской письменности.
Позднее, 10 мая 1831 года в своей речи на открытии курса египтологии в Коллеж де Франс Шампольон сказал:
Офицер инженерных войск, приписанный к расположенному в городе Розетте подразделению нашей Египетской армии, господин Бушар открыл в августе 1799 года во время проводившихся в старой крепости раскопок камень чёрного гранита, на гладко отполированной лицевой стороне которого были три надписи тремя различными письменами. Верхняя часть, существенно разбитая и повреждённая, была выполнена иероглифическим письмом, средняя часть — египетским курсивом, а надпись на греческом языке и греческим письмом занимает третью и последнюю часть камня.
Биографы офицера отмечают, что Пьеру Бушару не слишком повезло в жизни. Несмотря на то что он был бравым воином и его жизнь пришлась на период наполеоновских войн, он не смог проявить себя. Он всё время оказывался не в местах побед, но в местах поражений французской армии: в Египте, в Сан-Доминго, на Пиренейском полуострове. Ему не удалось скопить богатств, он не сделал военной карьеры. Однако, в отличие от многих блистательных офицеров своей эпохи, Пьер Франсуа Ксавье Бушар остался в истории — как первооткрыватель одного из самых известных реликтов древней цивилизации.

## Комментарии
1. ↑  В досье ордена Почётного легиона ошибочно указан 1772 год.
2. 1 2  Разные источники называют его лейтенантом, капитаном и майором. Нет также единодушия в написании фамилии: Отпуль (фр. Hautpoul), Дотпуль (Dhautpoul) или д'Отпуль (d'Hautpoul).
3. ↑  Rédacteur, numéro 1376 du 2 vendémiaire an VIII.
4. ↑  На самом деле — в июле.

## Карты
| Безансон; Живе; Лан; Ла-Рош-сюр-Йон; Марсель; Оржеле; Орлеан; Париж; Тулон Жизнь и служба Пьера Бушара во Франции | Александрия; Каир; озеро Манзала; Розетта; Эль-Ариш Служба Пьера Бушара в Египте | Алколея; Амаринти; Асторга; Байлен; Бусаку; Вальядолид; Кордова; Ла-Корунья; Порту; Фуэнтес-де-Оньоро Служба Пьера Бушара в Испании и Португалии |